# KFC Aalbeke Sport

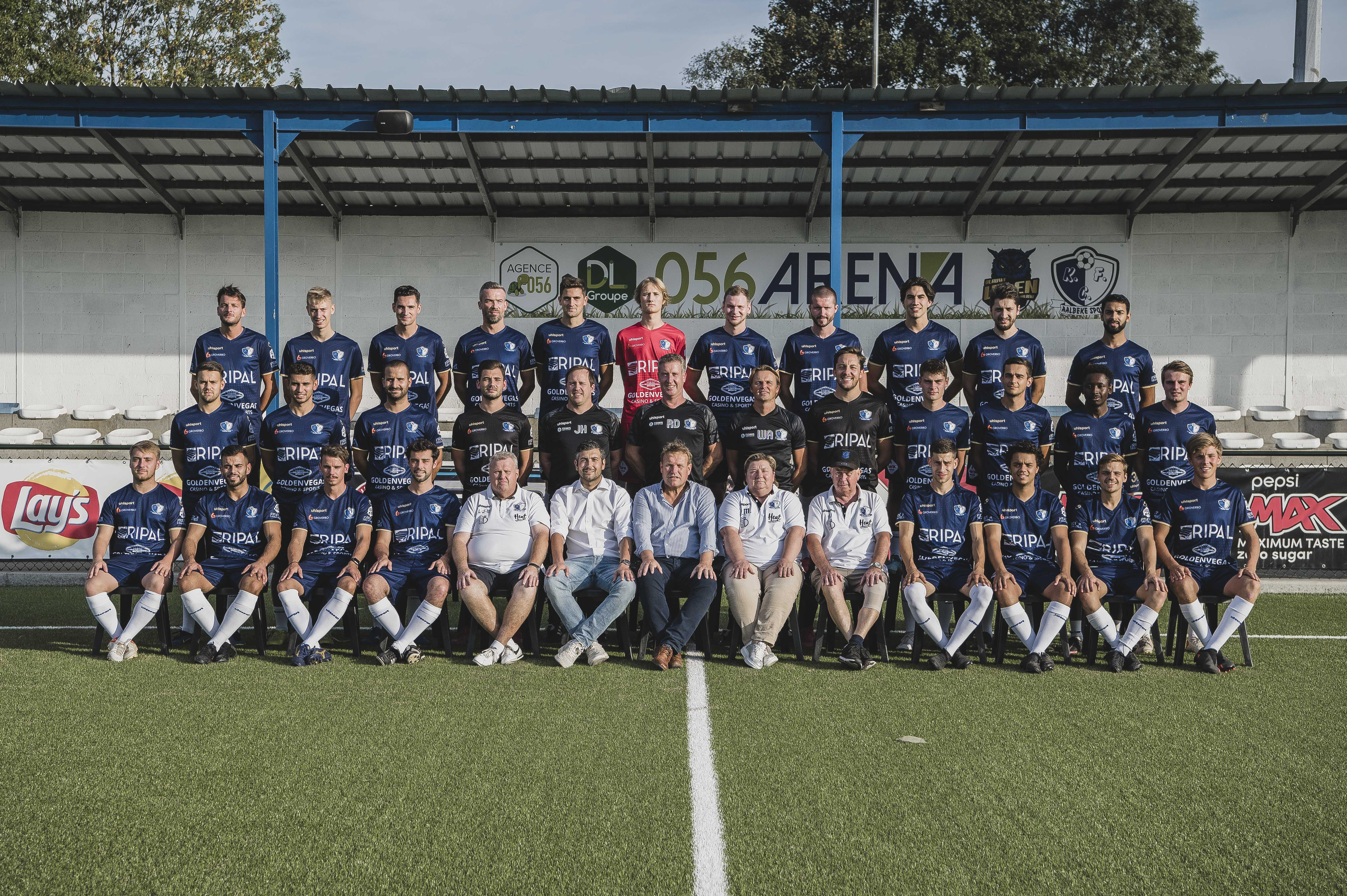
A-kern seizoen 2022-2023

KFC Aalbeke Sport is een Belgische voetbalclub uit Aalbeke. De club is aangesloten bij de KBVB met stamnummer 2271 en heeft blauw-wit als kleuren. De club speelt al heel zijn bestaan in de provinciale reeksen. Met de jeugdelftallen erbij heeft de club zo'n tien ploegen in competitie. 

## Geschiedenis
FC Aalbeke sloot zich in 1935 aan bij de Belgische Voetbalbond en ging er van start in de regionale reeksen. De club kon wat opklimmen en bereikte in 1952 en 1959 twee keer Eerste Provinciale. De volgende jaren zakte men echter terug naar de lagere provinciale reeksen.
In 1979 ging FC Aalbeke met een eigen jeugdwerking van start.
In 1996 fusioneerde KFC Aalbeke met het naburige Sporting Rollegem. De fusieclub werd KFC Verenigd Aalbeke-Rollegem (KFC VAR) genoemd en men had de ambitie om binnen een vijftal jaar op te klimmen naar Tweede Provinciale. De sportieve doelstelling werd nooit behaald en in 2008 werd de fusie beëindigd en keerde men terug naar de oorspronkelijke clubnaam KFC Aalbeke Sport.

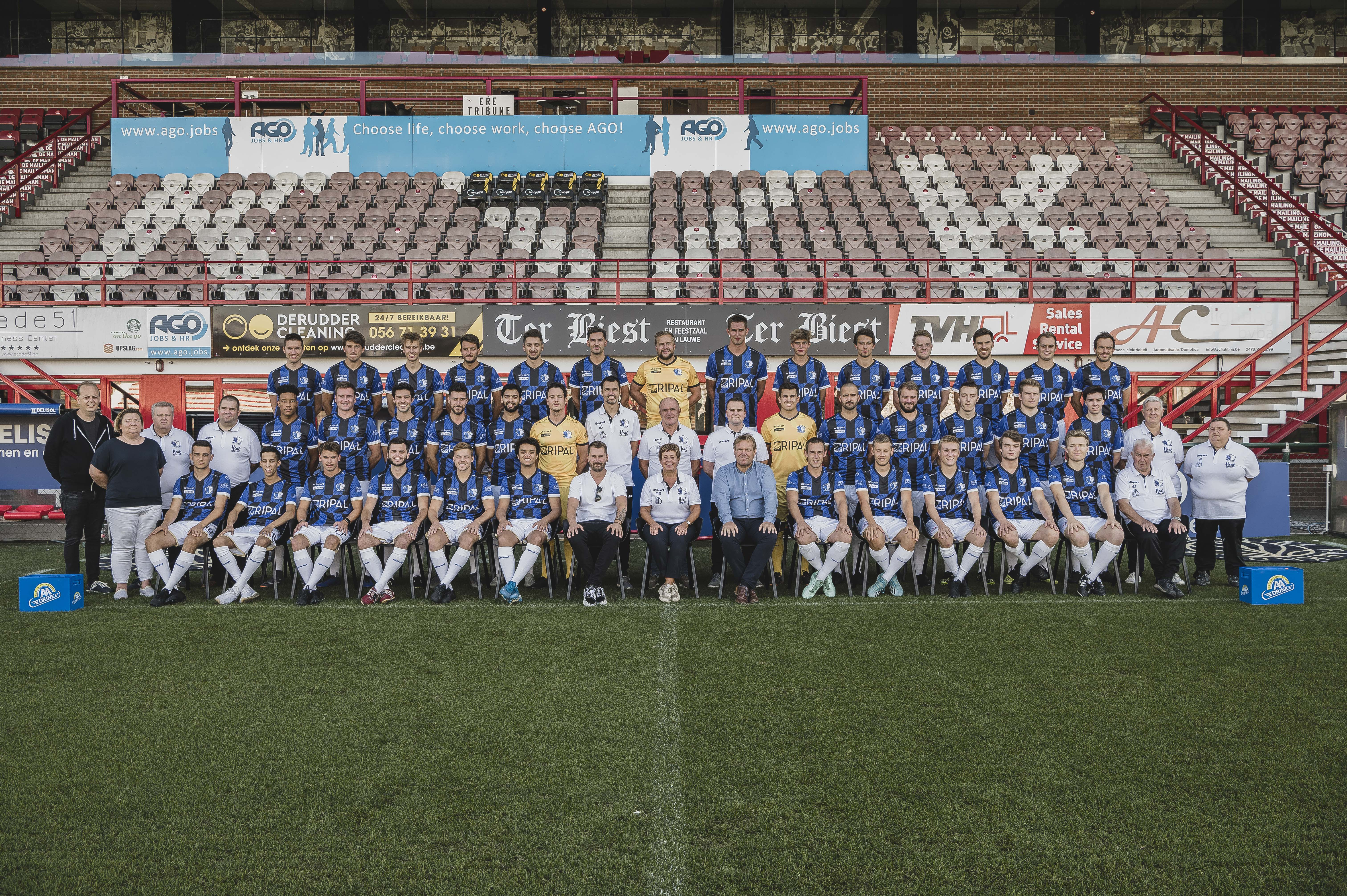
Ploegfoto Seizoen 2020-2021

Eind november 2017 werd er door Mia Messely, Ignace Delbeke & Gaël Agneray het Project 2020 aangekondigd. Dit project hield in om de 1ste ploeg zo snel mogelijk naar 3de provinciale te brengen, een nieuw kunstgrasveld en tribune met verlichting door de steun van de Stad Kortrijk te bekomen en de jeugd verbeteren op gebied van opleiding, accommodatie en spelplezier. Daaropvolgend werd een nieuw project aangekondigd namelijk project 2023 waarin de club wenst te promoveren naar 2de provinciale en in ieder leeftijdscategorie een jeugdploeg wil hebben. Eind 2020 werd Anthony Byttebier gehaald als TVJO, hij komt over van RDS Dottignies. Begin 2021 werd de samenwerking tussen T1 Piet Timmerman en de club beëindigd.  
Sinds het seizoen 2021-2022 is de trainersstaf gewijzigd naar Rodrigue Derycke als T1 en Wim Acke als T2. Daarbij werden Jonas Houthaeve & Alexander Delaere (voormalige keeper bij KFCA) bij de staf gehaald als respectievelijk T3 & keeperstrainer. In het seizoen 2021-2022 werd een eindrondeticket behaald met een 4de plaats in de algemene klassering.  
Mei 2019, Aalbeke Sport 2.0 bereikt zijn eerste doel en kan door een gewonnen 2-luik tegen de buren van KFC Marke promoveren voor het eerst in 25 jaar naar 3de provinciale. 

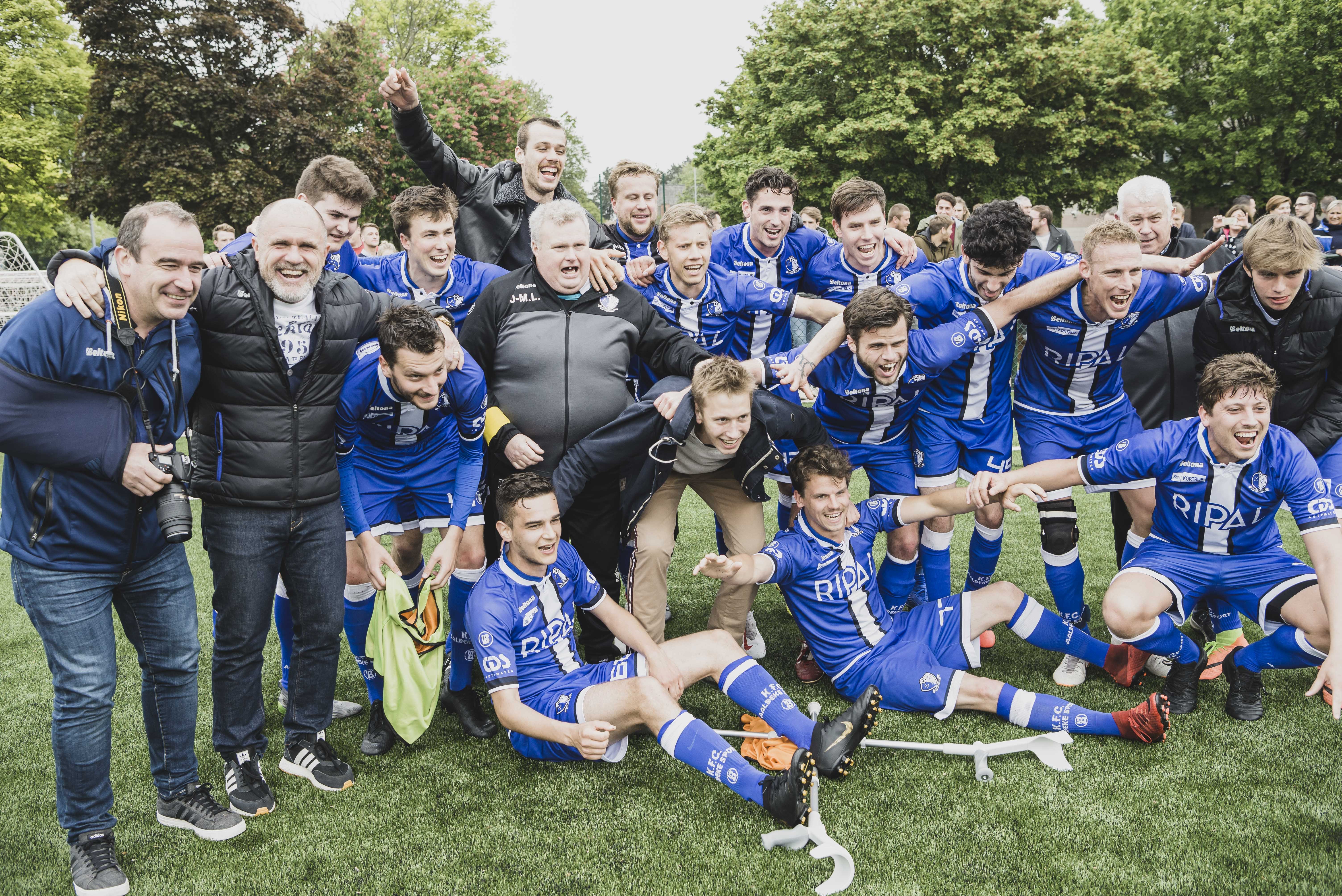
Vreugde na winst tegen KFC Marke voor de eindronde seizoen 2018-2019

## Resultaten
| Seizoen | Klasse | Klasse | Klasse | Klasse | Klasse | Klasse | Klasse | Klasse | Klasse | Reeks                                                    | Punten                                                   | Opmerkingen                                                              |
|         | 1A     | 1B     | 1Am    | 2Am    | 3Am    | P.I    | P.II   | P.III  | P.IV   | Vanaf 2016-17 zijn er 3 nationale en 2 regionale niveaus | Vanaf 2016-17 zijn er 3 nationale en 2 regionale niveaus | Vanaf 2016-17 zijn er 3 nationale en 2 regionale niveaus                 |
| ------- | ------ | ------ | ------ | ------ | ------ | ------ | ------ | ------ | ------ | -------------------------------------------------------- | -------------------------------------------------------- | ------------------------------------------------------------------------ |
| 2016/17 |        |        |        |        |        |        |        |        | 7      | Vierde prov. W.-Vl. C                                    | 55                                                       |                                                                          |
| 2017/18 |        |        |        |        |        |        |        |        | 12     | Vierde prov. W.-Vl. C                                    | 44                                                       |                                                                          |
| 2018/19 |        |        |        |        |        |        |        |        | 5      | Vierde prov. W.-Vl. C                                    | 50                                                       | Promotie via de eindronde                                                |
| 2019/20 |        |        |        |        |        |        |        | 12     |        | Derde prov. W.-Vl. C                                     | 27                                                       |                                                                          |
| 2020/21 |        |        |        |        |        |        |        | -      |        | Derde prov. W.-Vl. C                                     | -                                                        | Competitie geschrapt wegens de Coronacrisis.                             |
| 2021/22 |        |        |        |        |        |        |        | 4      |        | Derde prov. W.-Vl. C                                     | 54                                                       |                                                                          |
| 2022/23 |        |        |        |        |        |        |        | 2      |        | Derde prov. W.-Vl. C                                     | 63                                                       |                                                                          |
| 2023/24 |        |        |        |        |        |        |        | 1      |        | Derde prov. W.-Vl. C                                     | 71                                                       | Kampioen                                                                 |
| 2024/25 |        |        |        |        |        |        | 2      |        |        | Tweede prov. W.-Vl. B                                    | 60                                                       | Derde in de eindronde. Promotie door niet-degradatie van Jong Genk (1B). |
| 2025/26 |        |        |        |        |        |        |        |        |        | Eerste prov. W-Vl.                                       |                                                          |                                                                          |